# Лугове (Нижньосірогозький район)
Лугове — колишнє село Новомихайлівської сільської ради Нижньосірогозького району Херсонської області.
Станом на 1932 рік — в складі Генічеського району, Новомихайлівська сільська рада.
В часі Голодомору 1932—1933 років від нелюдської смерті помирали люди — встановлено смерть не менше 1 людини..
Дата зникнення станом на липень 2023 року невідома — друга половина 20 століття.